# Peucedanum gallicum
Peucedanum gallicum é uma espécie de planta com flor pertencente à família Apiaceae. 
A autoridade científica da espécie é Latourr., tendo sido publicada em Chlor. Lugd. 7; Pers. Syn. i. 310.
O seu nome comum é salsa-brava.

## Portugal
Trata-se de uma espécie presente no território português, nomeadamente em Portugal Continental.
Em termos de naturalidade é nativa da região atrás indicada.

## Protecção
Não se encontra protegida por legislação portuguesa ou da Comunidade Europeia.